# Église Saint-Sébastien de Mantoue
Pour les articles homonymes, voir Église Saint-Sébastien.
L'église Saint-Sébastien (chiesa di San Sebastiano ou même tempio di San Sebastiano) est un des édifices religieux de la ville de Mantoue, construit sur un projet de Leon Battista Alberti et situé non loin du Palais du Te.

## Histoire
Ludovic Gonzague approcha Leon Battista Alberti lors de sa venue à Mantoue à la suite du pape Pie II lors du conclave de 1459. (Il y a probablement une erreur de traduction dans cette phrase, d'aprèes le site du Vatican, Pie II fut élu pape à Rome en 1458 et non pas à Mantoue en 1459.) L'architecte transmit son projet en février 1460 et un mois plus tard, sa construction commençait, une décennie avant la réalisation d'une autre construction albertienne à Mantoue : la basilique Saint-André de Mantoue. Le projet d'Alberti qui prévoyait une grande coupole centrale, ne fut pas respecté à la suite d'erreurs et incompréhensions, et ne fut terminée que plusieurs décennies plus tard.

## Architecture
Le plan est à croix grecque sur un haut stylobate accessible par un escalier à deux rampes et est souvent nommé Temple Saint-Sébastien, comme le temple Malatesta de Rimini, du même architecte, avec le même arc inscrit dans la façade.
L'église contient, dans sa partie inférieure, l'ossuaire et les potences des martyrs de Belfiore en mémoire des insurgés de l'Unité italienne.

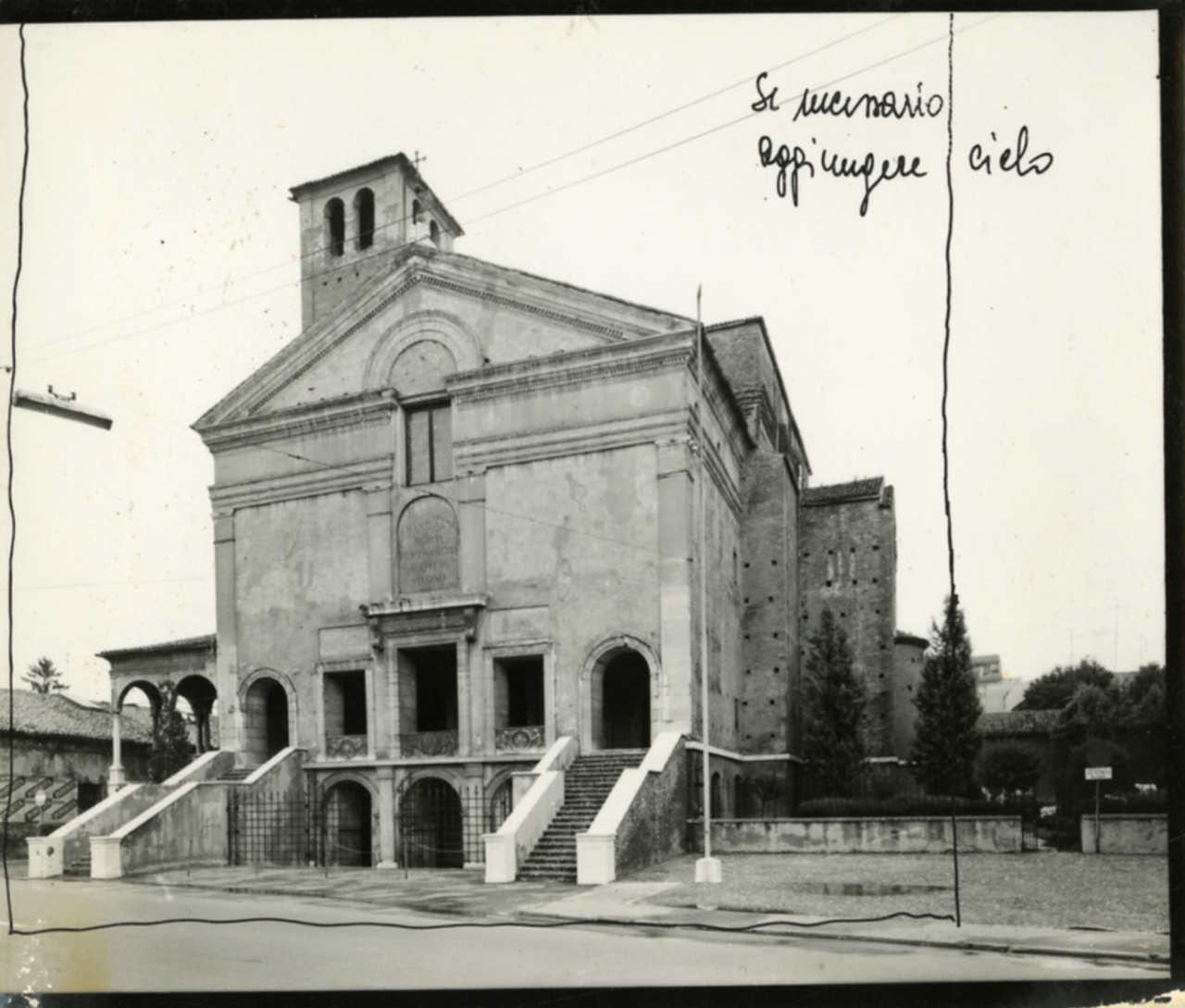
Photo par Paolo Monti, 1972
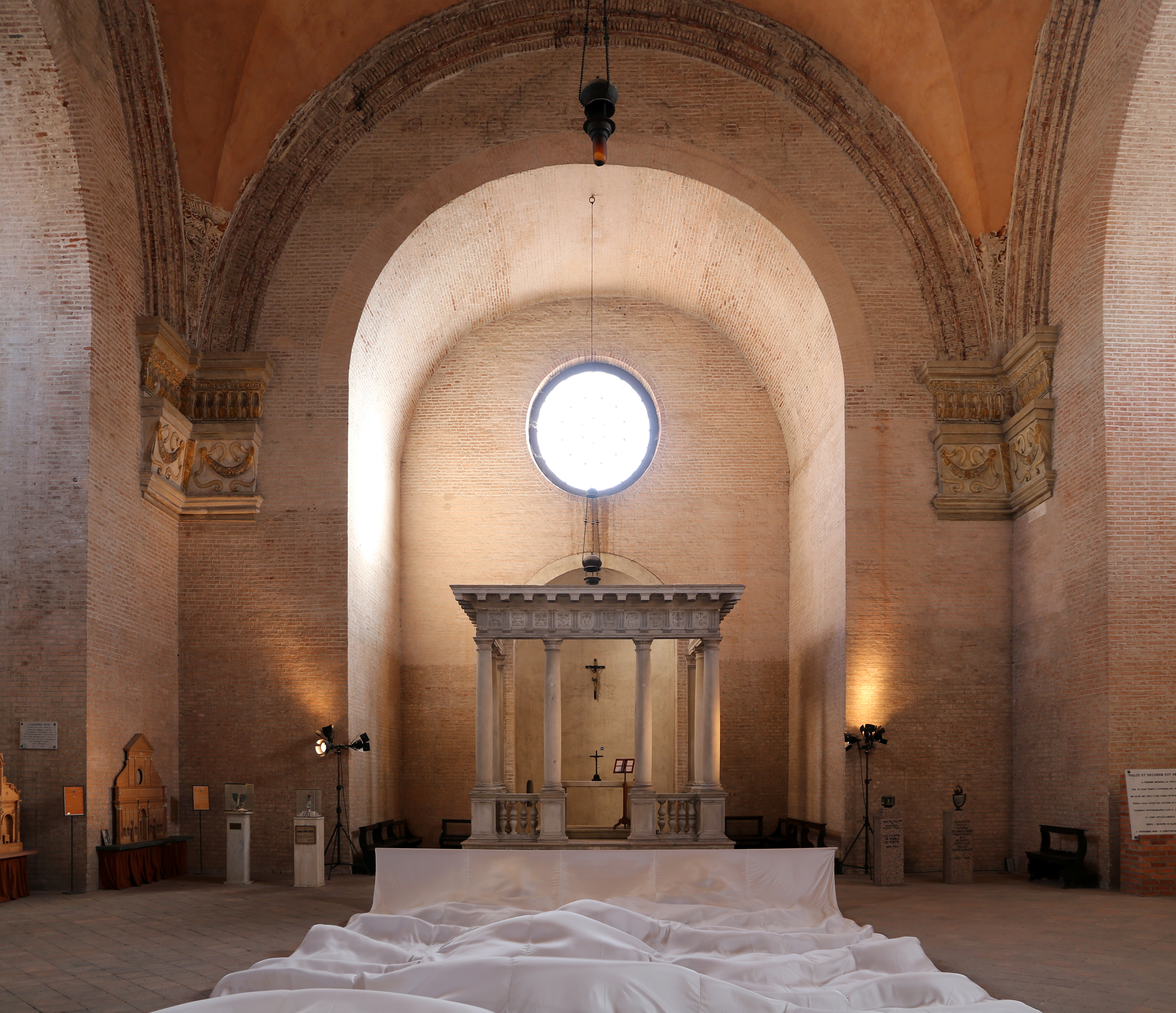
Vue de l'intérieur
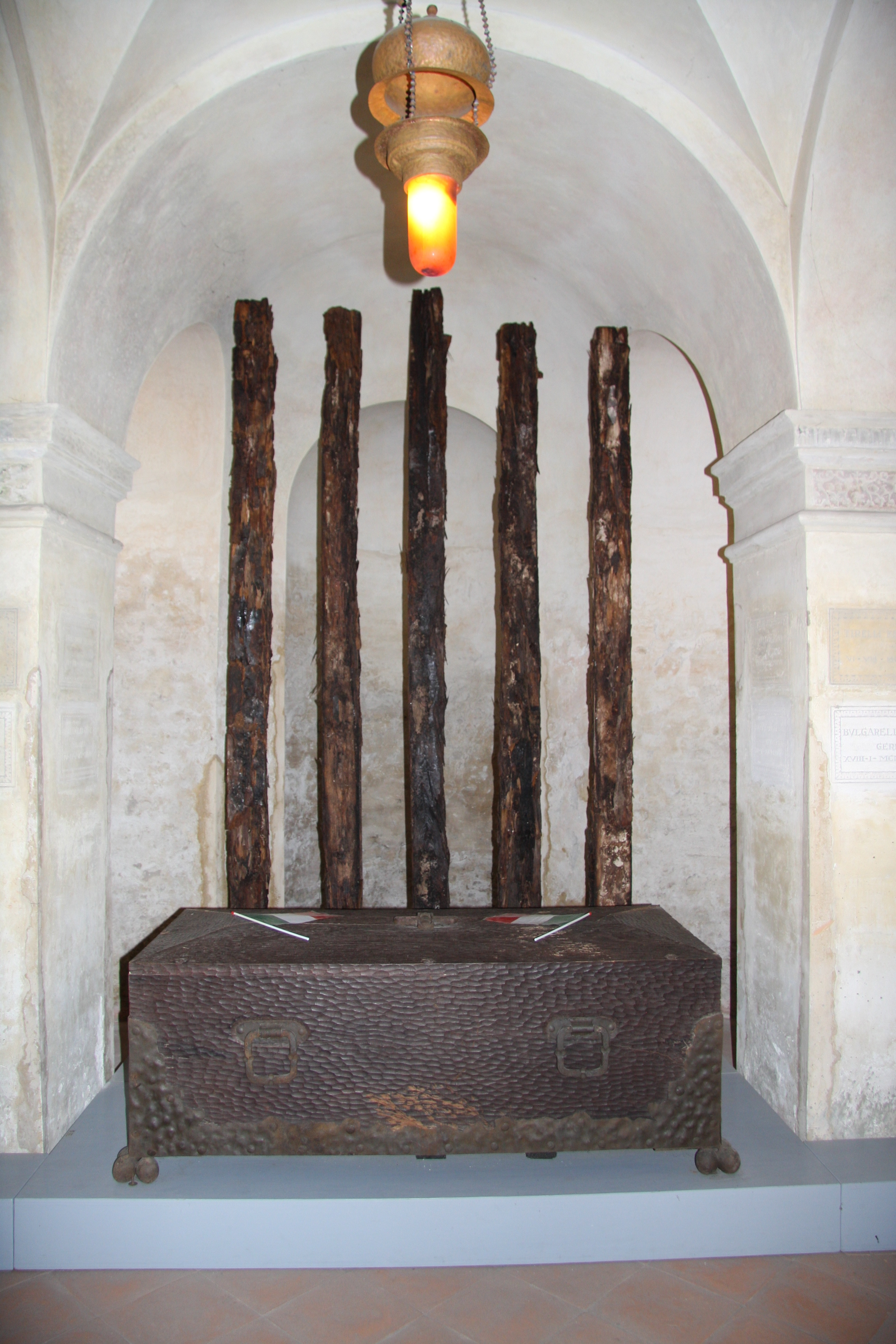
Ossuaire et potences des martyrs de Belfiore